# Zajączkowo (powiat ostródzki)
Zajączkowo (niem. Falkenstein) – osada w Polsce położona w województwie warmińsko-mazurskim, w powiecie ostródzkim, w gminie Łukta przy drodze wojewódzkiej nr 530.
W latach 1975–1998 miejscowość należała administracyjnie do województwa olsztyńskiego. Miejscowość leży w historycznym regionie Prus Górnych
W miejscowości działało Państwowe Gospodarstwo Rolne Zajączkowo.